# Mnasippo
Mnasippo (in greco antico: Μνάσιππος?, Mnasippos; Sparta, V secolo a.C. – 372 a.C.) è stato un ammiraglio spartano.

## Biografia
Nel 373 a.C. fu nominato comandante della flotta inviata a Corcira, con il compito di scacciare dall'isola gli ateniesi. Dopo essere sbarcato sull'isola, iniziò un assedio della città per mare e per terra, devastando la campagna circostante, così da bloccare ogni possibile rifornimento. Pensando che la vittoria fosse ormai alla sua portata, mandò via alcuni dei suoi mercenari e si trattenne la paga degli altri, promettendo di pagarli alla fine della campagna militare. Come conseguenza sembra che l'esercito spartano fosse meno disciplinato rispetto all'inizio delle operazioni militari, dato che i vari contingenti erano sparsi per tutta l'isola e non erano sufficientemente sotto controllo. I cittadini di Corcira si accorsero di questo allentamento della pressione e tentarono una sortita, in cui riuscirono ad uccidere alcuni mercenari e a farne prigionieri altri.
Mnasippo decise immediatamente di riportare l'esercito ad una più ferrea disciplina, ordinando ai suoi ufficiali di portagli i capi  mercenari e, quando questi ultimi di fronte a lui gli dissero che potevano rispondere dell'obbedienza dei loro uomini, dato che non erano stati pagati, rispose a queste rimostranze con severe punizioni corporali: una esibizione di bruta arroganza per nulla insolita negli eserciti spartani.
Si può ben capire, quindi, che lo spirito combattivo che animava le truppe spartane non era al massimo, come pure l'attaccamento alla persona dell'ammiraglio. Nella battaglia che ne seguì vicino alle porte della città, gli abitanti di Corcira ne uscirono vittoriosi e Mnasippo fu ucciso. Secondo Diodoro Siculo, questa operazione fu condotta sotto il comando di Ctesicle (senza dubbio lo stesso Stesicle citato da Senofonte), che gli ateniesi avevano inviato in aiuto di Corcira con un corpo di 500 o 600 ausiliari.